# Amtsgericht Saarburg

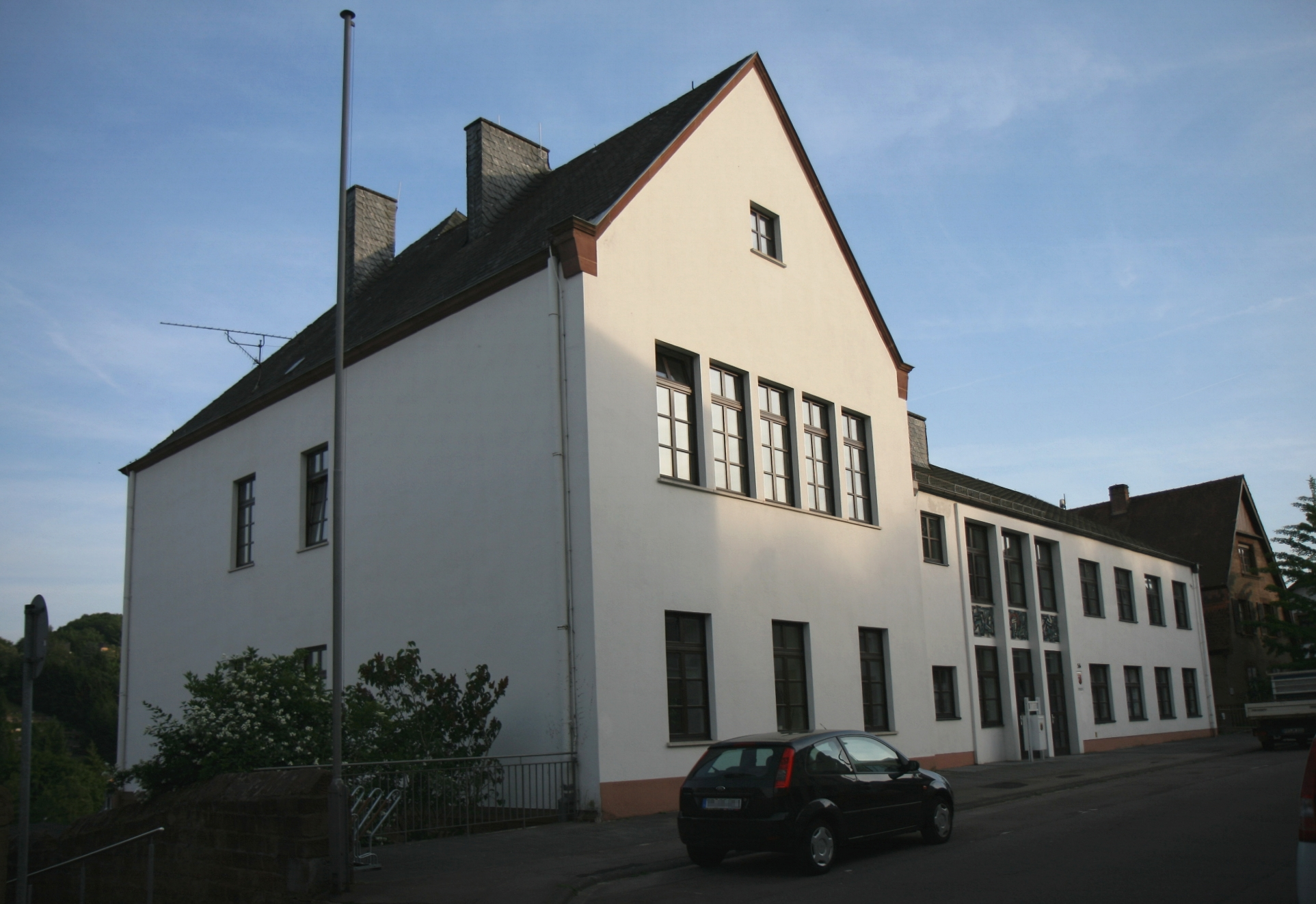
Gerichtsgebäude

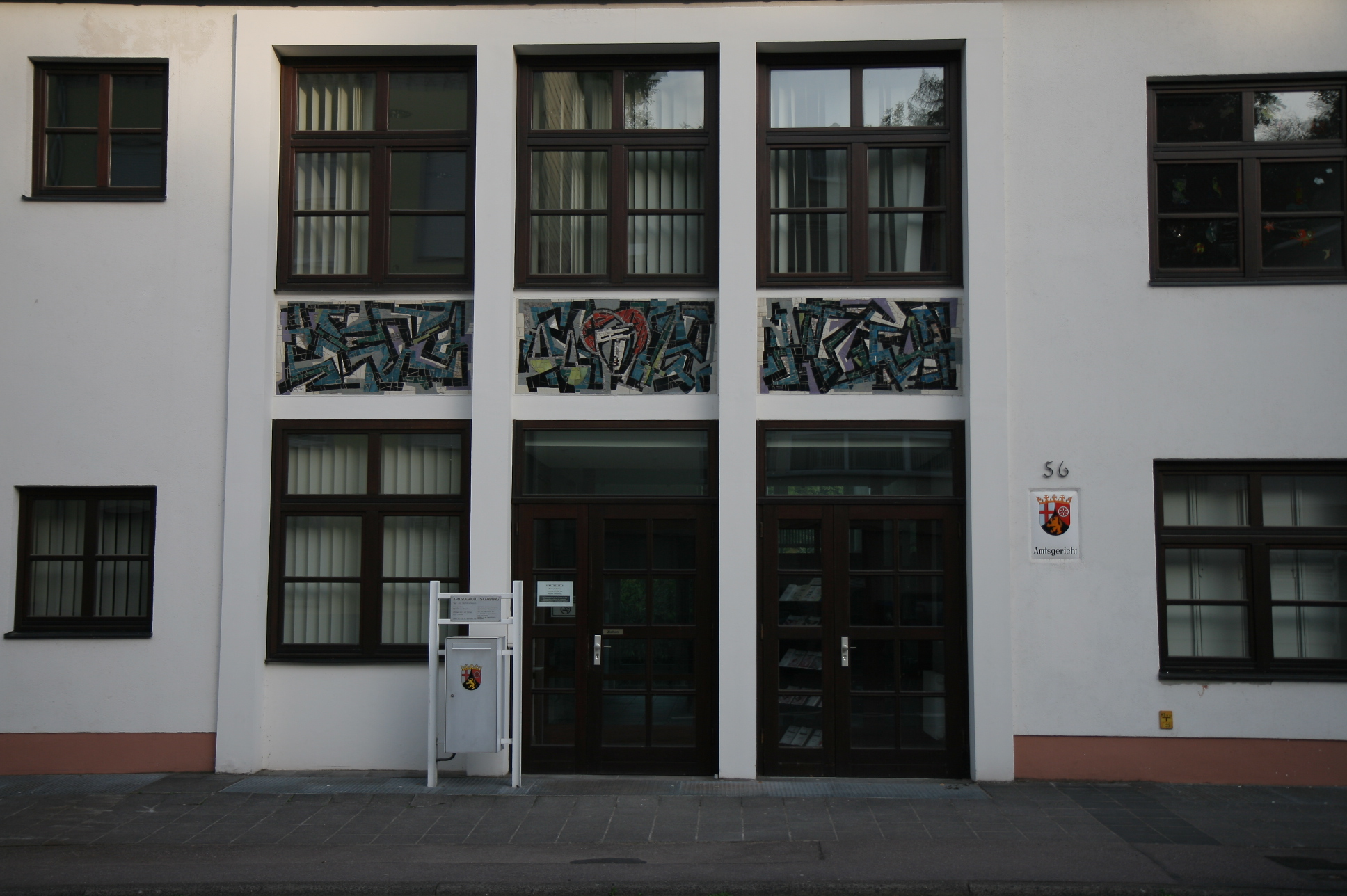
Eingangsbereich

Das Amtsgericht Saarburg ist ein Gericht der ordentlichen Gerichtsbarkeit und eines von acht Amtsgerichten (AG) im Bezirk des Landgerichts Trier.

## Gerichtssitz und -bezirk
Das Gericht hat seinen Sitz in der Stadt Saarburg im Landkreis Trier-Saarburg. Der Gerichtsbezirk erstreckt sich auf das Gebiet der Städte und Gemeinden Ayl, Fisch, Freudenburg, Irsch, Kanzem, Kastel-Staadt, Kirf, Konz, Mannebach, Merzkirchen, Nittel, Oberbillig, Ockfen, Onsdorf, Palzem, Pellingen, Saarburg, Schoden, Serrig, Taben-Rodt, Tawern, Temmels, Trassem, Wasserliesch, Wawern, Wellen, Wiltingen und Wincheringen. In ihm leben rund 52.000 Menschen. 
Insolvenz-, Zwangsversteigerungs- und Zwangsverwaltungssachen aus dem Bezirk des AG Saarburg werden beim Amtsgericht Trier bearbeitet, das auch das Handels- und das Vereinsregister führt. Für Mahnverfahren ist das Amtsgericht Mayen als Zentrales Mahngericht zuständig.

## Gebäude
Das Gericht ist im Gebäude Graf-Siegfried-Straße 56 untergebracht.

## Übergeordnete Gerichte
Dem Amtsgericht Saarburg ist das Landgericht Trier übergeordnet. Zuständiges Oberlandesgericht ist das Oberlandesgericht Koblenz.